# Tecmerium mnemosynella
Tecmerium mnemosynella is een vlinder uit de familie spaandermotten (Blastobasidae). De wetenschappelijke naam is voor het eerst geldig gepubliceerd in 1876 door Millière.
De soort komt voor in Europa.